# Ba Đường

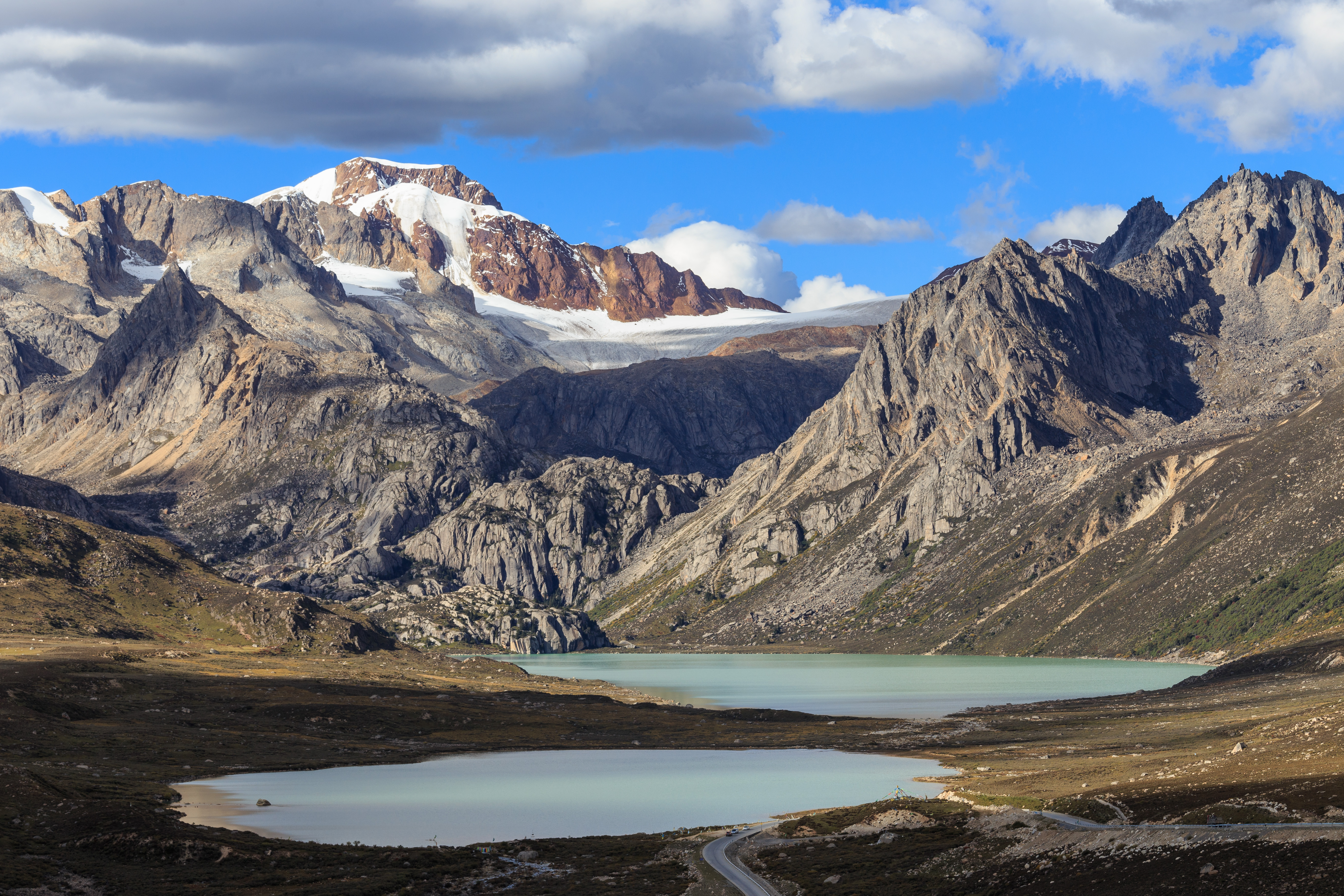
Ngọn núi ở Ba Đường

Ba Đường (chữ Hán giản thể: 巴塘县, Hán Việt: Ba Đường huyện) là một huyện thuộc Châu tự trị dân tộc Tạng Cam Tư, tỉnh Tứ Xuyên, Cộng hòa Nhân dân Trung Hoa. Huyện này có diện tích 7852 km2, dân số năm 2002 là 40.000 người.
Ba Đường có các đơn vị hành chính gồm 1 trấn Phúc Cung và 18 hương: Trúc Ba Long, Lạc Oa, Ba Mật, Trung tâm Nhung, Địa Vu, Tô Oa Long, Xương Ba, Trung Cha, Á Mật Cống, Mô Đa, Áp Anh, Tùng Đa, Đảng Ba, Ba Qua Khê, Liệt Y, Đức Đạt, Thố Lạp, Trà Lạc.